# Štefan Tiso

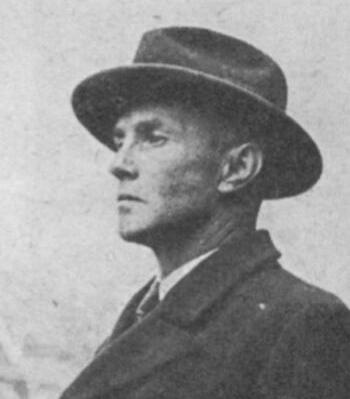
Štefan Tiso

Štefan Tiso (* 18. Oktober 1897 in Bytča, Königreich Ungarn; † 28. März 1959) war ein slowakischer Jurist und Politiker (Slowakische Volkspartei). Nach dem Rücktritt Vojtech Tukas wurde er der dritte und letzte Ministerpräsident des Slowakischen Staates (1944–1945).

## Leben
Tiso war ein Cousin von Jozef Tiso, dem Präsidenten des 1939 entstandenen Slowakischen Staates.
Nach dem Schulbesuch begann er 1915 ein Studium der Rechtswissenschaft, musste dieses aber bereits ein Jahr später abbrechen, um während des Ersten Weltkrieges seinen Militärdienst abzuleisten, den er zuletzt 1918 in den Tschechoslowakischen Legionen versah.
Nach seiner Entlassung aus der russischen Kriegsgefangenschaft und seiner Rückkehr in die Slowakei nahm er 1920 sein Studium an der Masaryk-Universität zu Brünn wieder auf, ehe er später zur Comenius-Universität Bratislava wechselte. Nach erfolgter Promotion zum Doktor der Rechte wurde er zunächst Richter am Gericht von Trenčín, ehe er 1938 Präsident des Kreisgerichts von Trenčín wurde. Nach Gründung des vom nationalsozialistischen Deutschen Reich abhängigen Slowakischen Staates wurde er im September 1939 Präsident des Obersten Gerichtshofs.
Tiso wurde am 5. September 1944 während der Zeit des Slowakischen Nationalaufstandes als Nachfolger von Vojtech Tuka Ministerpräsident. Zugleich übernahm er in seinem Kabinett das Amt des Außen- und Justizministers. War die Slowakei schon vorher ein Staatsgebilde von Adolf Hitlers Gnaden gewesen, die Eigenstaatlichkeit also kaum mehr als bloße Fassade, so hatte die zur Niederwerfung des Aufstandes im August 1944 einmarschierte deutsche Wehrmacht zu diesem Zeitpunkt jede innere Autonomie beseitigt.
Am 8. Mai 1945 unterzeichnete Tiso in Kremsmünster in Oberösterreich die Kapitulation der Slowakei (die bereits vollständig von der Roten Armee besetzt war) und verlor dadurch de facto seine Ämter.
1947 wurde er zu einer 20-jährigen Freiheitsstrafe verurteilt und starb während seiner Inhaftierung.